# 帕萨迪纳淡水虾
帕萨迪纳淡水虾(学名:Syncaris pasadenae)是一种美国加州特有的匙指虾。现已灭绝。

## 习性

### 分布与栖息地
它们曾分布于在美国加州的帕萨迪纳、圣盖博和Warm Creek附近的洛杉矶河流域。
它们的栖息地位于小型淡水河流和溪中。

## 绝灭
最后一次观察到它们是于1933年，相信它们因失去栖息地而灭绝。它们已知的所有栖息地都因城市化被破坏或渠化。它们有约100个标本，都是于1897年到1933年采集的。